# 松永里絵子
松永 里絵子（まつなが りえこ、1979年5月19日-）は、日本の元新体操選手。東京都出身。桐朋女子中学校・高等学校、東京女子体育大学卒業。コーチは大学の先輩でもある秋山エリカ。 村田由香里とはライバルでもあり、親友。

## 略歴
中学1年の時、カナダ・クープカップで国際試合デビュー。1999年の世界新体操選手権（大阪）では、個人総合11位をマーク、2000年のシドニー五輪でも存在感をアピールし、個人総合16位。1996年から2000年にかけて全日本選手権で4連覇を果たした。2001年、全日本選手権を最後に現役を引退。
引退後の2003年10月～2005年12月にはカナダ・バンクーバーにてコーチングの勉強および実践指導、2006年にはロシア・モスクワにてジュニアの強化育成トレーニングの勉強および実践指導を経験し、指導者の道を進んでいる。この他にもマッスルミュージカルに出演するなど、多方面でも活躍している。
2009年にシドニー五輪男子体操代表の斉藤良宏と結婚している。
2025年6月、日本体操協会理事に就任。

## 戦跡
1997年
- 全国高校総体　優勝
- 全日本選手権　優勝
- 四大陸選手権　個人総合2位
- 世界選手権　国別対抗8位　個人総合18位

1998年
- フランス・テレコムカップ 4位
- アジア大会 国別対抗2位　個人総合5位
- 全日本選手権 優勝

1999年 　 
- 四大陸選手権 個人総合2位
- 全日本選手権 優勝
- 世界選手権　個人総合11位

2000年
- シドニー五輪出場 個人総合16位（38.407）
- 全日本選手権 優勝

2001年
- 全日本選手権 総合3位　引退